# EUNIC
EUNIC (European Union National Institutes for Culture) este rețeaua institutelor culturale naționale din Uniunea Europeană.
EUNIC, înființat în 2006, include 33 de organizații culturale din 27 de țări, printre care prestigioasele British Council, Institutul Goethe și Alianța Franceză.
Institutul Cultural Român (ICR) a intrat în această rețea în 2007, iar din primăvara lui 2008 funcționează și organizează proiecte culturale clusterul EUNIC în România.
Între iunie 2010 și iunie 2011, Institutul Cultural Român a deținut președinția rețelei la nivel global prin președintele său.

## Institute participante
- Austria: Forumul Cultural Austiac (Österreichisches Kulturforum) - Institutul Austriac (Österreich Institut)
- Belgia:
  -  Comunitatea flamandă: Vlaams-Nederlands Huis deBuren - het Departement internationaal Vlaanderen
  -  Comunitatea walonă: Wallonie-Bruxelles International
- Bulgaria: Centrul Cultural Bulgar (Българския културен институт), Ministerul Afacerilor Externe
- Cehia: Centrul Ceh (České Centrum)
- Cipru (House of Cyprus, Ministerul Educației și al Culturii)
- Danemarca: Institutul Cultural Danez (Det Danske Kulturinstitut)
- Estonia: Institutul Estonian (Eesti Instituut)
- Finlanda: Institutele Culturale și Academice Finlandeze (Suomen kulttuuri- ja tiedeinstituutit)
- Franța: Alliance française / Alianța Franceză - Institut français / Institutul Francez, Ministerul Afacerilor Externe și Europene (Direcția Politicii Culturale și a Limbii Franceze)
- Germania: Goethe-Institut și Institut für Auslandsbeziehungen e.V. (IFA)
- Grecia: Fondația Elenică pentru Cultură (Ελληνικό ίδρυμα πολιτισμоύ)
- Irlanda: Culture Ireland (Culture Ireland / Cultúr Éireann)
- Italia: Società Dante Alighieri (Società Dante Alighieri) - Istituto Italiano di Cultura (Istituto Italiano di Cultura)
- Letonia: Institutul Leton (Latvijas institūts)
- Lituania: Institutul Lituanian (Lietuvos Institutas)
- Luxemburg: Centre culturel de rencontre Abbaye de Neumünster
- Țările de Jos: Fondația Neerlandeză pentru Activitățile Culturale Internaționale (SICA - Dutch Centre For International Cultural Activities) SICA - Stichting Internationale Culturele Activiteiten
- Polonia: Ministerstwo Spraw Zagranicznych Rzeczypospolitej Polskiej (Ministerstwo Spraw Zagranicznych Rzeczypospolitej Polskiej)
- Portugalia: Institut Camões (Instituto Camões)
- Regatul Unit: British Council
- România: Institutul Cultural Român
- Spania: Institutul Cervantes (Instituto Cervantes)
- Slovacia: Institutele Slovace (Slovenské inštitúty) Ministerul Afacerilor Externe
- Slovenia : Ministerul Afacerilor Externe și Ministerul Culturii
- Suedia: Institutul Suedez (Svenska institutet)
- Ungaria: Institutul Cultural Maghiar Magyar Kulturális Intézetek (Balassi Intézet)

## Orașe și țări de implantare
- Afganistan
- Africa de Sud / Republica Africa de Sud
- Argentina
  - Buenos Aires
  - Córdoba
- Australia
  - Melbourne
  - Sydney
- Austria
- Bosnia-Herțegovina
- Brazilia
- Belgia
  - Bruxelles
- Bulgaria
- Canada
- Republica Cehă
- Chile
- China
- Coreea de Sud
- Croația
- Danemarca
- Spania
- Estonia
- Etiopia
- Finlanda
- Franța
  - Bordeaux
  - Lyon
- Germania
  - Berlin
  - Hamburg
  - Stuttgart
- Grecia
- India
- Irlanda
- Italia
  - Milano
  - Roma
- Japonia
- Letonia
- Lituania
- Norvegia
- Peru
- Polonia
  - Cracovia
  - Varșovia
- Portugal
- Regatul Unit
  - Scoția
  - Londra
- România
- Rusia
- Serbia
- Slovacia
- Slovenia
- Suedia
- Statele Unite ale Americii
  - New York
- Țările de Jos (Olanda)
- Ucraina
- Ungaria
- Venezuela